# Niels Benzon (læge)
 Der er flere personer med dette navn, se Niels Benzon.
Niels Benzon (født 1609 i Randers, død 12. august 1674) var en dansk læge og godsejer.
Han var født i Randers, hvor hans fader, Bent Hansen, var borgmester og handelsmand; hans moder hed Karen Poulsdatter; traditionen om, at slægten skulle være af skotsk afbyrd, er mere end usikker. Som student fulgte han tidens skik at rejse og begav sig udenlands for at studere medicin. På rejsen, der strakte sig over Tyskland, Frankrig, Belgien, England og Italien, kom Benzon også til det dengang så besøgte universitet i Padua, hvor han fra 1633 opholdt sig i flere år og gjorde sig så bemærket, at han et par år var consiliarius for den tyske nation og senere valgtes til prorektor; som sådan indlagde han sig megen fortjeneste ved at hævde de studerendes rettigheder over for borgerne og styrede i det hele universitetets anliggender med så megen dygtighed, at Republikken Venedigs doge 1637 belønnede ham ved at slå ham til ridder af St. Marcus i Senatets forsamling, en for en dansk lærd enestående udmærkelse. Samme år erhvervede han i Basel den medicinske doktorgrad for en afhandling «de catarrho» og blev optaget som medlem af det derværende medicinske fakultet, hvilket efter hans eget udsagn ikke hændtes enhver dr.med.; han opholdt sig her en del af 1638, og det følgende år synes han at være kommet hjem til Danmark.
Her var dengang ikke megen efterspørgsel efter læger; men forholdene stillede sig så heldig for Benzon, at en læge, der havde praktiseret i Aalborg, 1639 kaldtes til Viborg; Benzon nedsatte sig da i Aalborg som praktiserende læge og virkede her til sin død, 12. august 1674, dog med en længere afbrydelse, idet han ved svenskernes indfald 1657 flygtede med sin familie til Kalundborg, hvorfra han vendte tilbage efter fredsslutningen. Under hans fraværelse havde en slægtning af Benzon måttet udrede en ikke ubetydelig sum til fjenden i brandskat af hans gård; tilbagebetalingen søgte Benzon siden at unddrage sig, men blev ved dom tilpligtet at udrede beløbet. Ved denne lejlighed skød Benzon sig ind under Konsistoriums ret, idet han anførte, at han var «Collega facultatis medicæ Hafniensis», og virkelig blev han 1658 optaget som medlem af det medicinske fakultet, hvilket ikke alene var en stor ære for ham, men også, som Thomas Bartholin siger i sin lovtale over Benzon, spredte en utrolig glans over den medicinske stat; han roses i denne tale i høje toner for sin videnskabelige indsigt og store erfaring.
Benzon, der var af formuende familie, forøgede sin velstand, da han 1640 ægtede sit bysbarn Mette Nielsdatter, datter af den ansete borgmester Niels Jacobsen; hun, der roses for «hendes Forstand udi sin Alderdom», overlevede Benzon og døde i juni 1687, 82 år gammel. Ved hende blev Benzon stamfader til den største af de adelige slægter Benzon. Benzons formue har vistnok været meget betydelig og hans praksis som eneste læge i mange miles omkreds og i en velhavende købstad meget indbringende; han havde betydelige summer udestående, fx i Lübeck og hos herremænd; han måtte således 1657 efter Erik Juels død overtage hans gård Højris, som han afhændede 1664; han ejede desuden Korsøgård, Bjørnkær og Vaargaard.